# 오리
오리(영어: duck)는 원앙 등을 포함한 오리과 새들의 총칭이다. 전 세계적으로 분포하고 있으며 북반구의 북부에서 번식하는 종들은 겨울에 월동을 위해 남하 이동하지만 온대와 열대의 종들은 텃새이며 그대로 그곳에 머문다. 오리는 많은 시간을 물에서 보내며, 물갈퀴가 달린 발을 노처럼 사용하여 수영과 잠수를 한다. 물 위에서는 우아하게 보이나, 발이 몸의 뒤쪽에 붙어 있어서 땅 위에서는 뒤뚱거리며 걷는다. 야생오리는 대부분 몸무게가 1-2kg이지만 0.45kg도 안 되는 작은 종도 있다. 한자로는 압 (鴨)이라고 쓴다. 일부 문화권에서는 오리고기도 먹는다.

## 농업
오리는 논밭에서 벼 사이사이를 돌아다니면서 벌레를 잡아먹어 농사에 큰 도움이 된다.

## 오리의 신체
부리는 평평하며 양쪽 가장자리는 빗살모양인데 이 부리를 물을 걸러서 낟알이나 수중생물 등의 먹이를 찾아먹는다. 바다에 사는 오리는 해조류·조개·물고기 등을 먹는다. 다리는 짧으며 앞을 향한 3개의 발가락 사이에 물갈퀴가 있다.

### 깃털
깃털의 색깔은 보통 암컷보다 수컷이 아름다운 종이 많으며 열대지방에 사는 오리는 암수 같은 색깔이다. 오리의 깃털은 물이 스며들지 않기 때문에 차가운 물속에서 오리의 몸을 보호한다. 오리는 꼬리 부근에 있는 분비선에서 나오는 기름을 부리로 깃털에 바른다. 기름이 묻은 깃털 아래에는 솜깃털이라고 하는 부드럽고 보풀보풀한 깃털층이 있어서 겉깃털과의 사이에 공기를 가두어 몸을 따뜻하게 한다.
항문은 다리 사이 가운데 지점에서 손가락 두 마디 정도의 편차를 두고 위치하며 종류에 따라 1~2cm 정도의 차이를 보인다.

## 오리의 생활

### 짝짓기
오리는 겨울 동안 짝을 찾는다. 수컷은 화려한 깃털 색으로 암컷을 유혹한다. 봄에 이주할 때 암컷은 대개 짝짓기한 수컷과 번식지까지 같이 간다. 종종 암컷은 자신이 부화한 번식지로 되돌아가기도 하는데 이러한 능력을 귀소본능이라고 한다. 번식지에 도착하면 수컷은 다른 수컷이나 다른 쌍을 몰아내고 작은 텃세권을 지킨다. 암컷은 땅 위나 갈대밭에 풀이나 갈대의 잎·줄기 등으로 둥지를 틀고 알자리에는 자신의 가슴 솜털을 깐 다음 한배에 약 10개의 알을 낳는다. 알을 품는 기간은 약 26일이다.

### 성장
부화한 새끼는 온몸이 솜털로 덮여 있고 36시간 안에 달리고, 헤엄치고, 스스로 먹이를 찾을 수 있다. 어미는 포식자로부터 새끼를 보호하기 위해 새끼를 한 곳에 모아 놓는다.
새끼는 빠르게 자라서 대략 한 달 안에 깃털이 거의 자란다. 또한 5-8주 뒤에 나는 것을 배운다.
수컷이 아름다운 종은 수수한 보호색의 암컷만이 새끼를 지키며 위험할 때에는 의상행동(擬傷行動), 즉 부상을 입은 것처럼 어미새가 행동하여 적을 다른 곳으로 유인하여 새끼의 위치에서 멀리 벗어나게 한다. 새끼들은 이 기회에 흩어져서 숨는다.

### 털갈이
번식기의 수컷은 화려한 색깔의 생식깃을 가지나 번식이 지나면 털갈이를 하여 번식깃은 사라지고 암컷과 같은 색깔을 띤다.  번식 후 암컷도 털갈이를 하는데 오리와 기러기는 날개의 깃털까지 동시에 빠져 한동안 날지 못하는 기간이 있다.

### 이동
철따라 이동하는 종은 밤과 낮을 가리지 않고 계속 날며 월동지에서는 단일종 또는 여러 종이 섞여 무리지어 지낸다. 담수성(淡水性) 오리는 보통 낮에는 안전한 호소·연안·물이 괸 곳·연못 등지의 물 위에 떠서 휴식하다가 어두워지면 물 있는 곳, 논과 밭 등지로 날아가서 먹이를 찾는다.  먹이를 찾을 때 잠수하지 않는 오리를 수면성 오리라고 한다. 수면성 오리는 주로 습지식물을 먹으며, 곤충이나 작은 수생동물을 잡아먹는다. 잠수성 오리는 연못이나 호수 밑바닥에서 식물의 뿌리·씨·달팽이·곤충·작은 조개 등을 먹는다. 원앙과 같이 나무 밑동의 빈 구멍에 둥지를 트는 종류는 도토리, 작은 열매, 곤충 및 식물의 씨 등을 먹는다. 바다오리류의 일종인 비오리는 대부분 민물이나 바닷물에서 물고기를 잡아먹는다. 보통 일반적인 오리의 수면시간은 하루(24시간) 기준으로 10~15시간이라 알려져 있다.

## 관련 단체
- 한국오리협회

## 사진

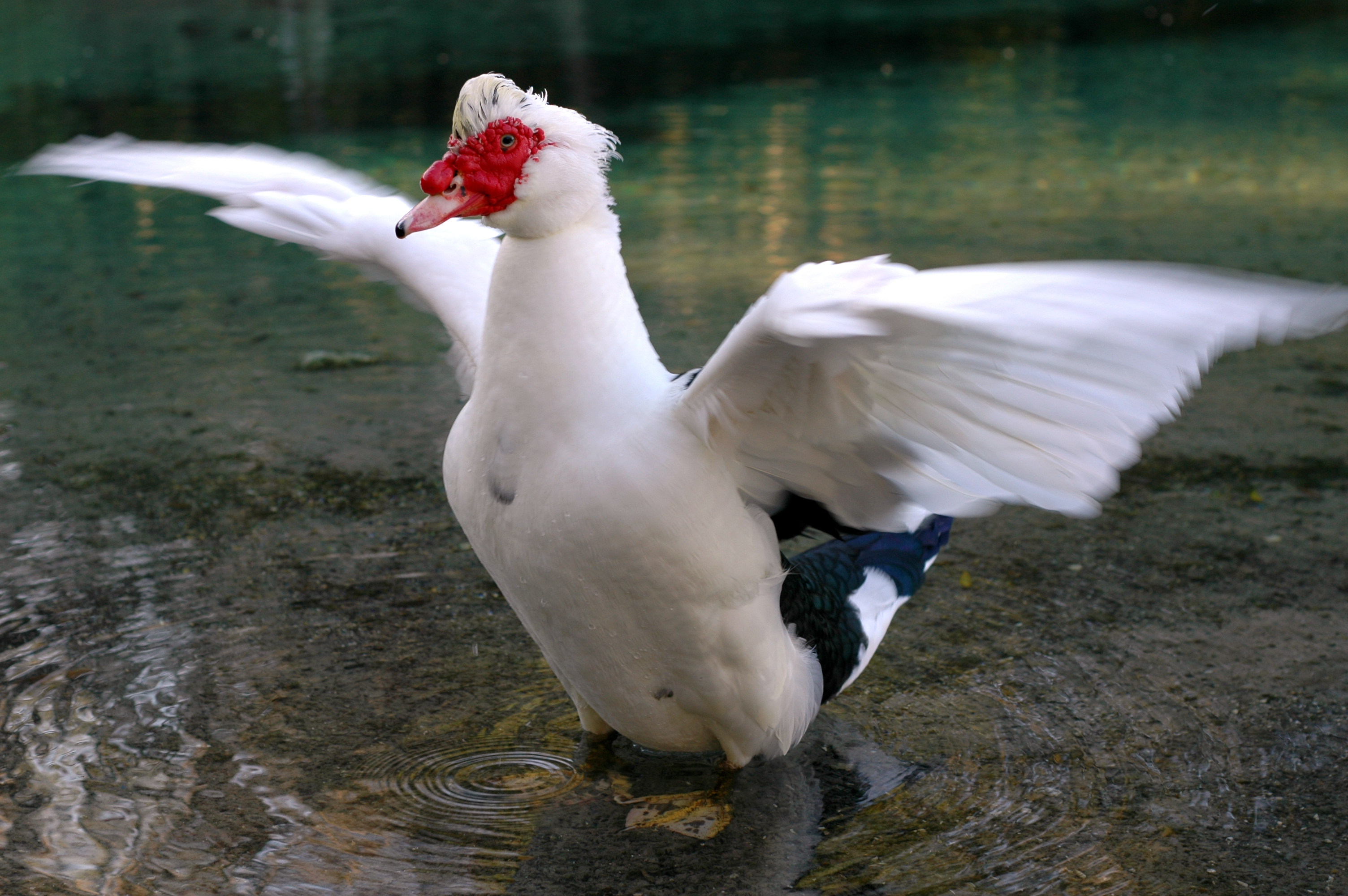
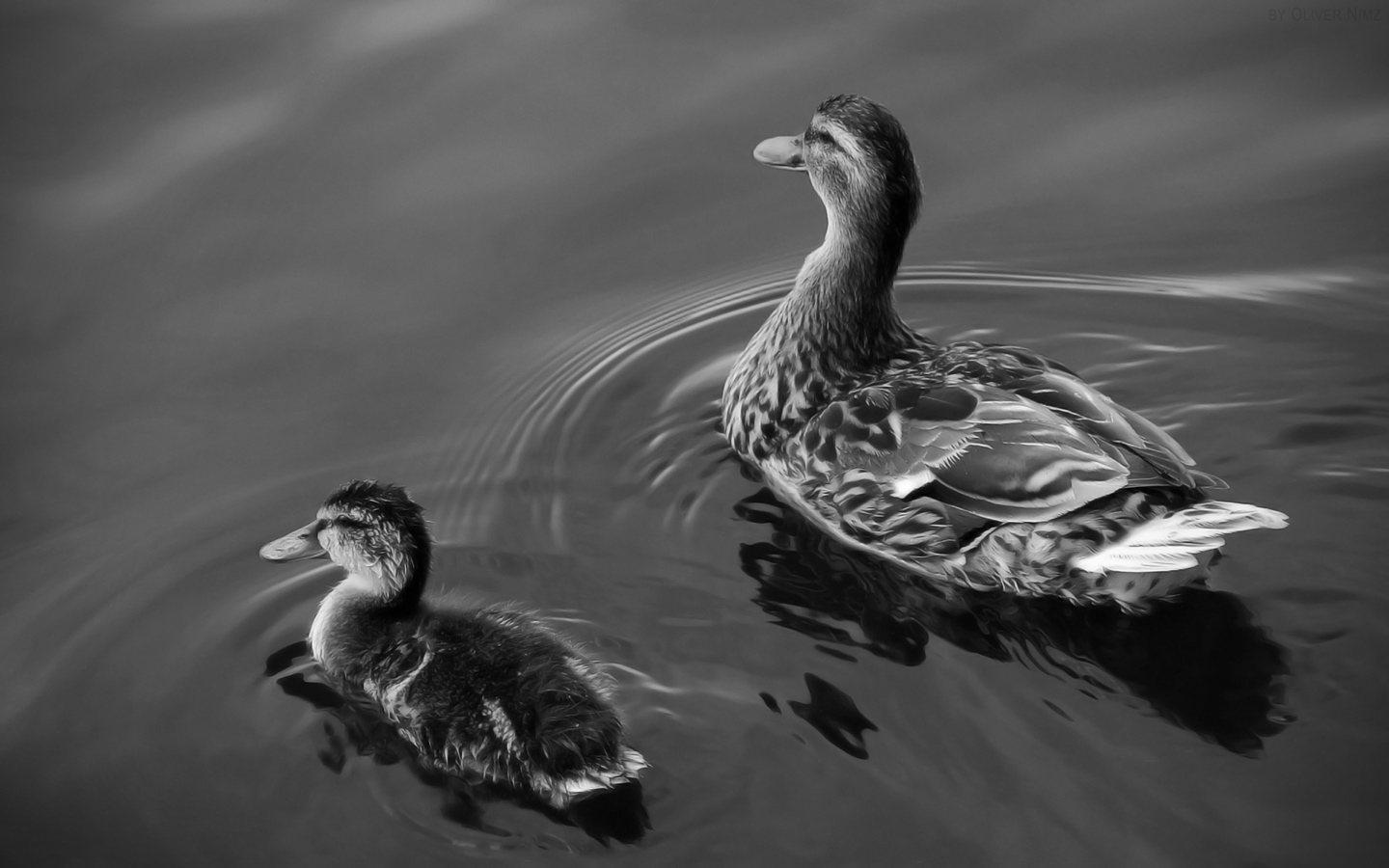
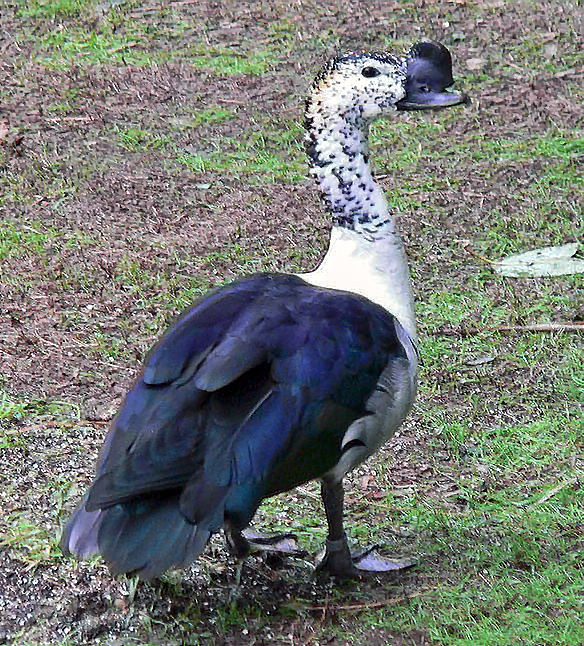
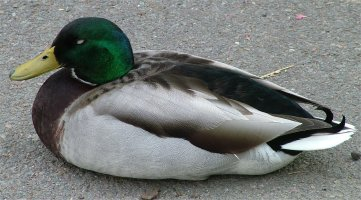
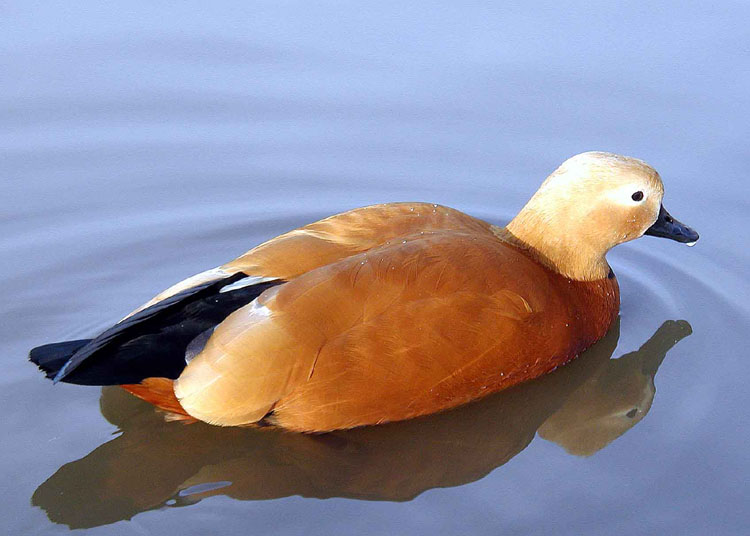
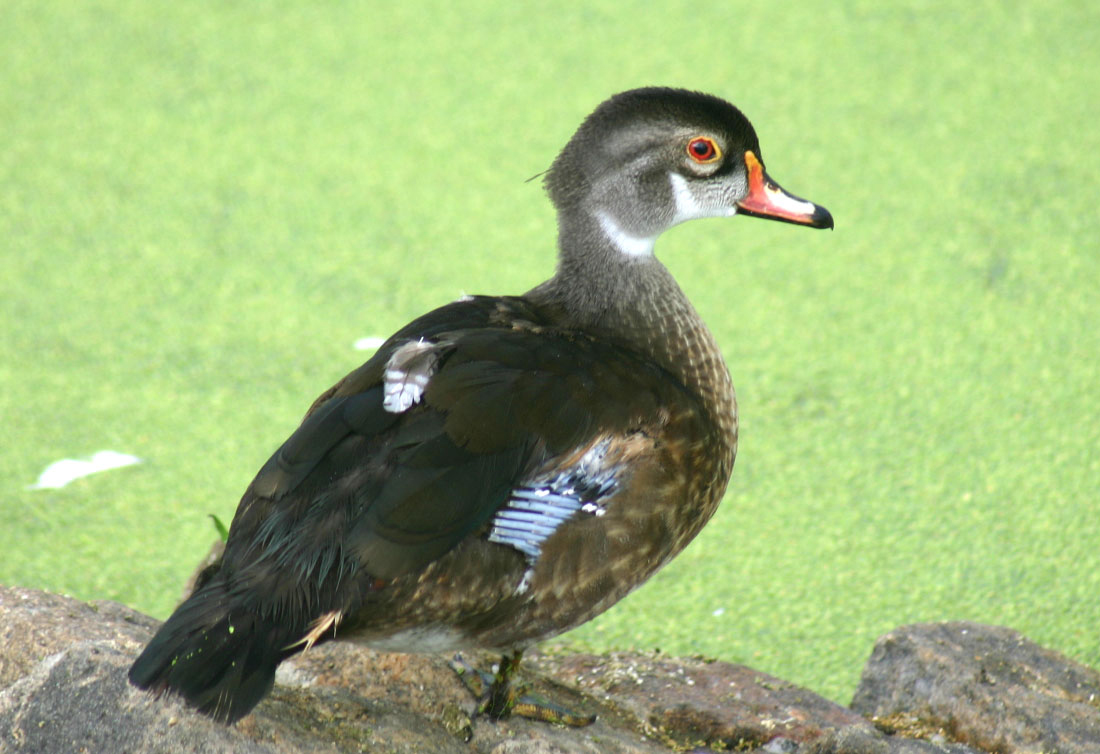
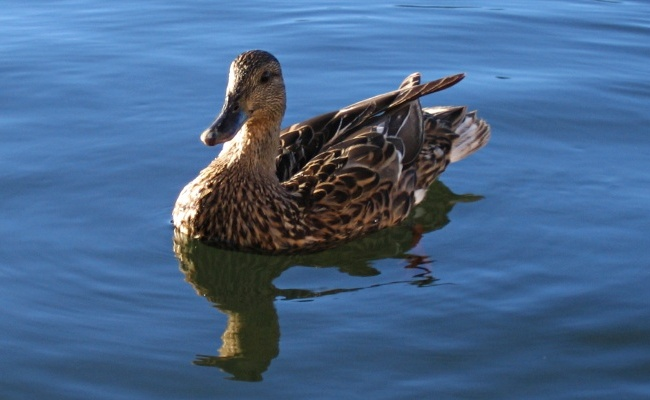
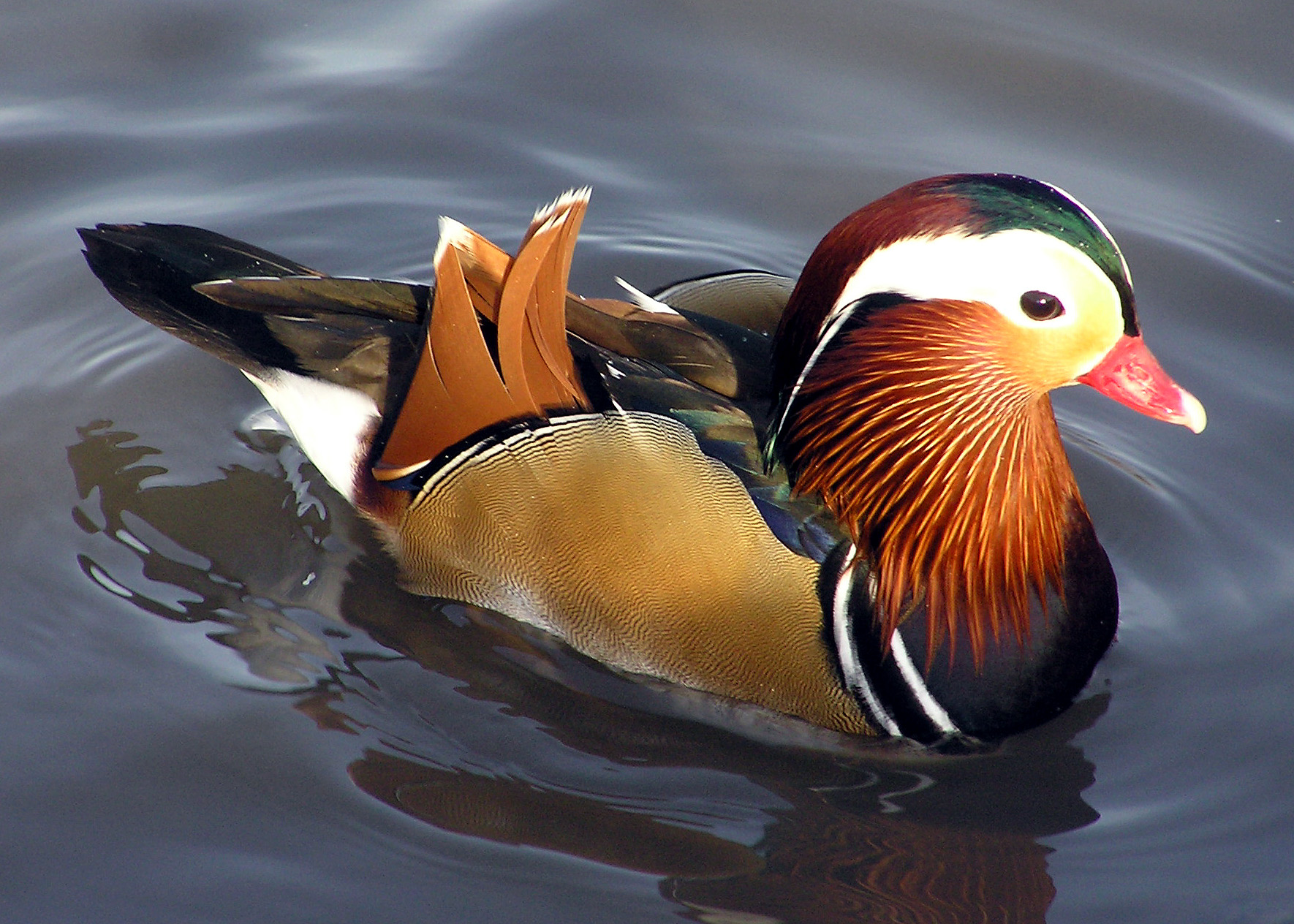
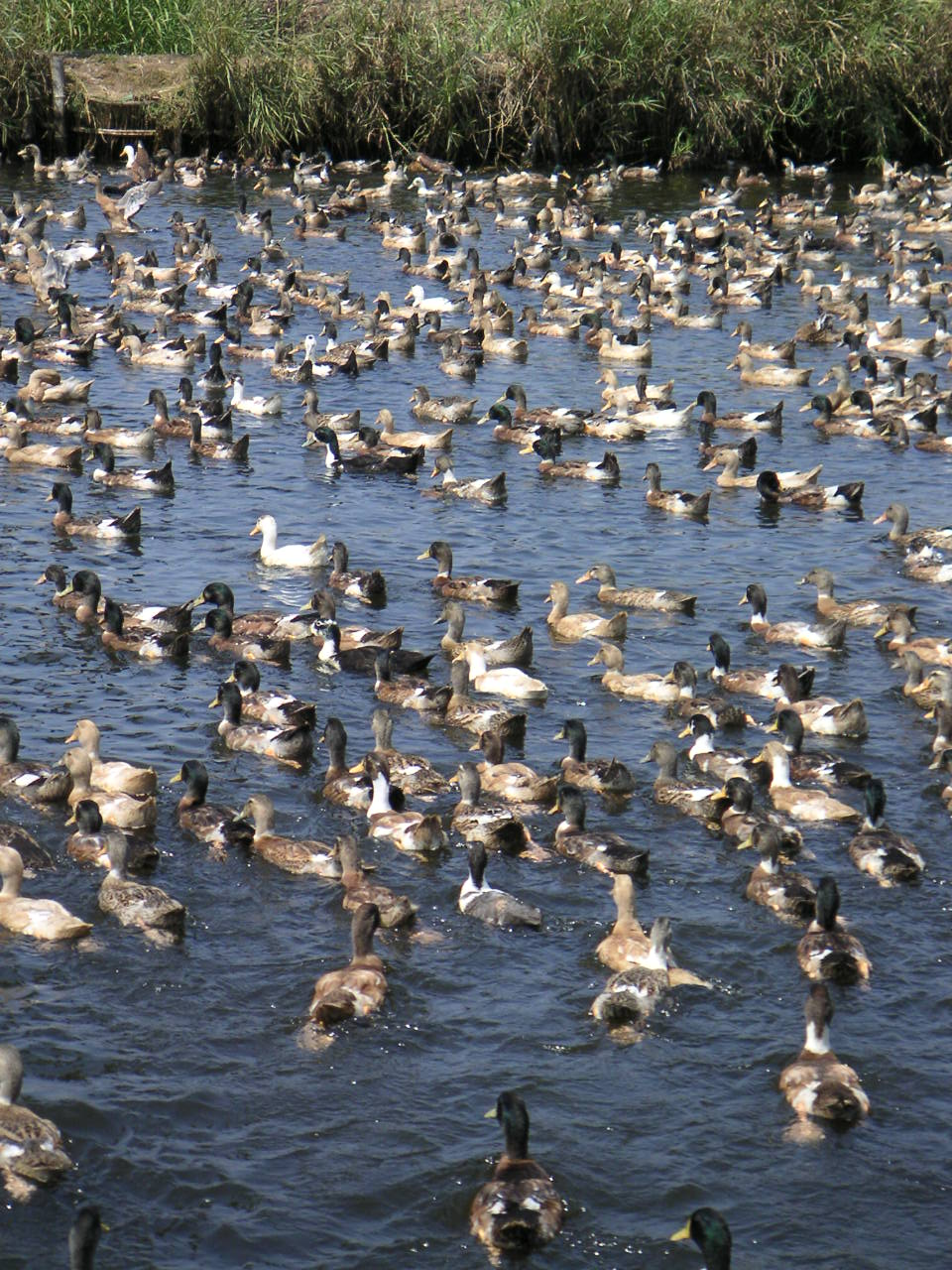
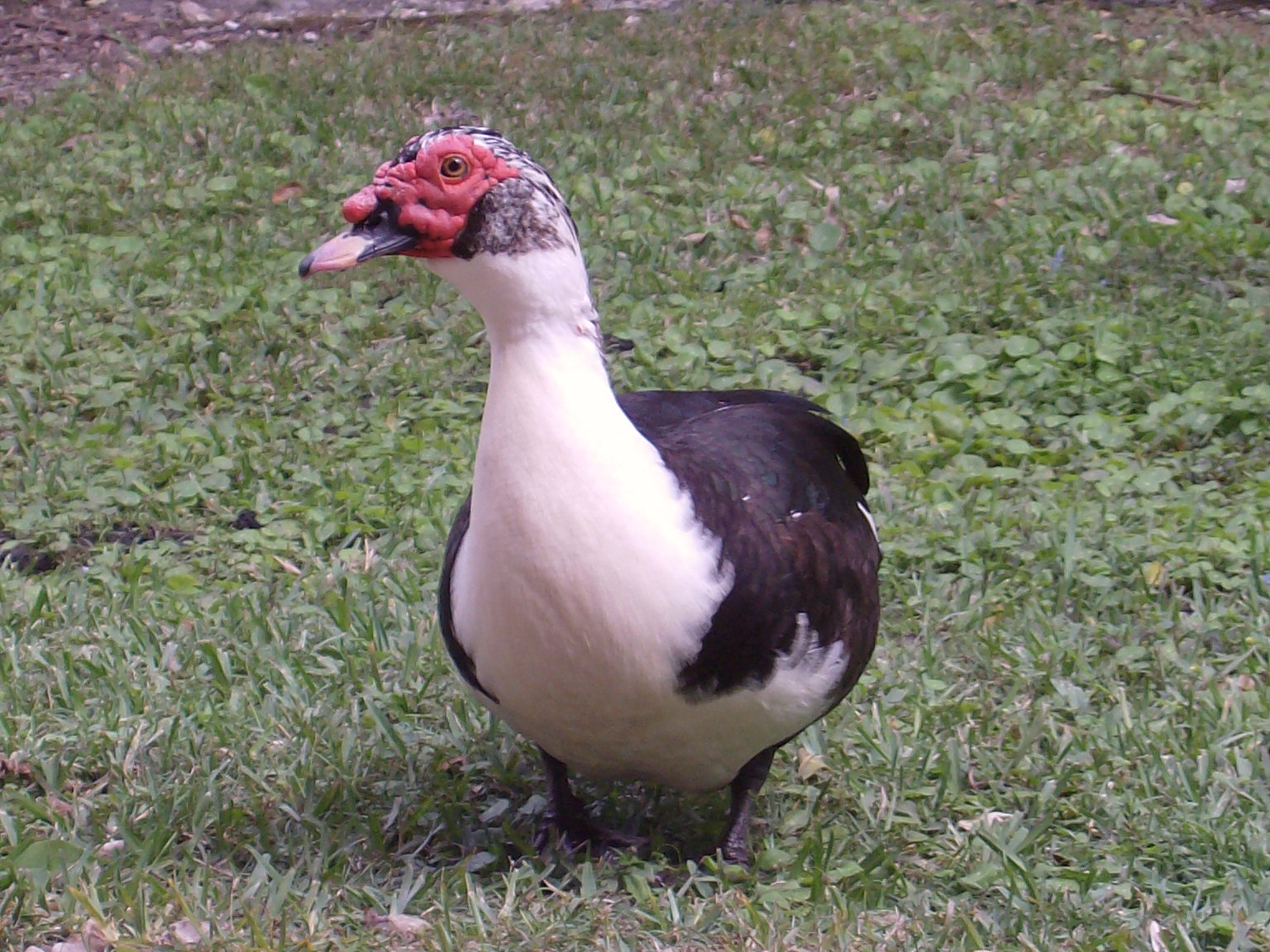
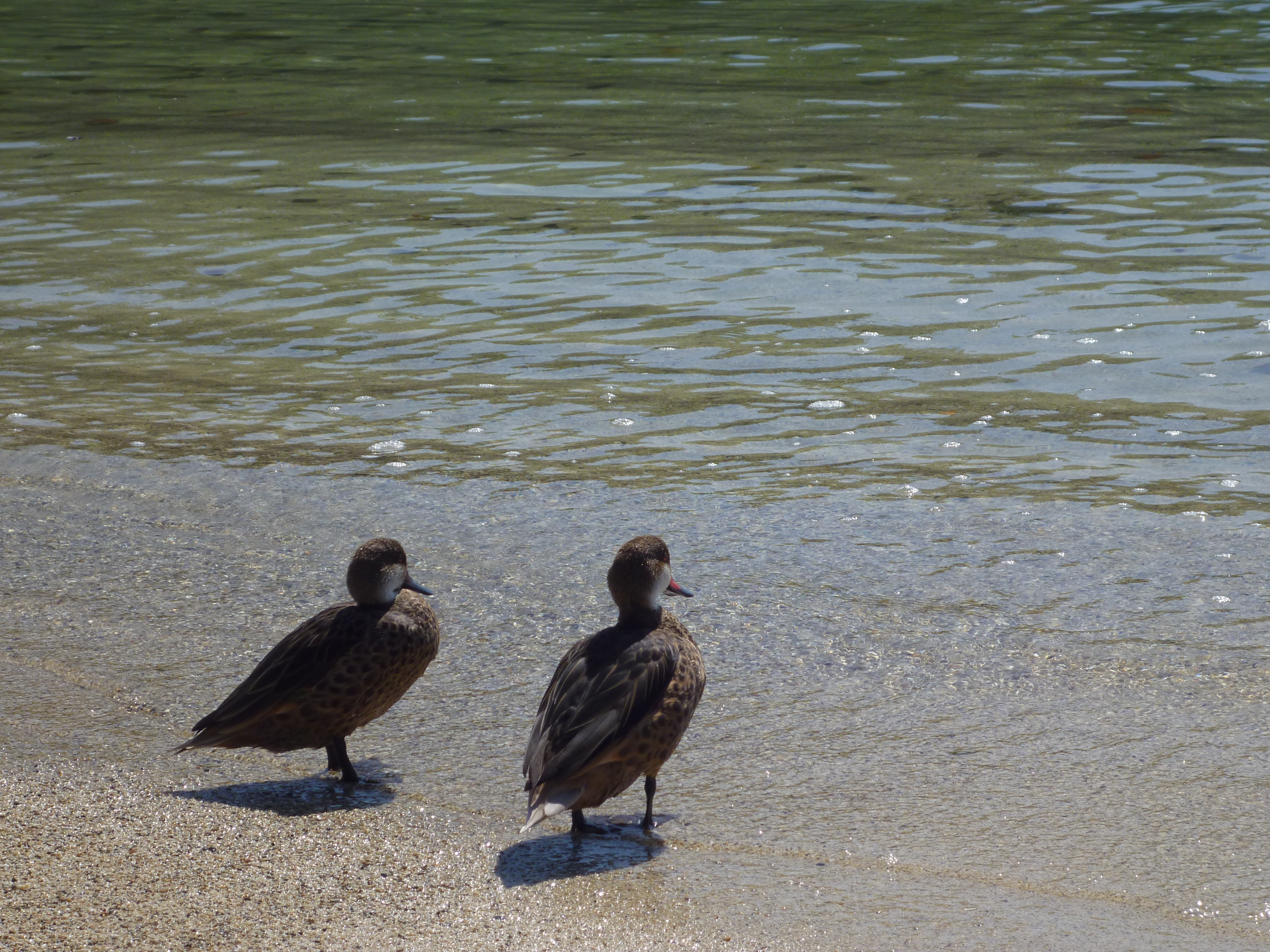
갈라파고스 제도의 산타크루스 섬에서

## 같이 보기
- 닭
- 집오리
- 청둥오리
- 원앙
- 코뿔바다오리
- 거위
- 흰뺨검둥오리
- 흰죽지
- 혹부리오리
- 쇠오리